# Geschiedenis van de Mayabeschaving
De geschiedenis van de Mayabeschaving kan in drie hoofdperiodes worden onderverdeeld: de preklassieke, klassieke en postklassieke periodes. Deze werden voorafgegaan door de archaïsche periode, waarin de eerste dorpen werden gevestigd en de eerste ontwikkelingen in de landbouw plaatsvonden. Moderne wetenschappers beschouwen deze periodes als enigszins arbitraire verdelingen van de chronologie van de Mayabeschaving, en niet zozeer als een indicatie van de mate van culturele evolutie of verval. Definities van de begin- en einddatum van periodes kunnen, afhankelijk van de auteur, tot een eeuw variëren. De preklassieke periode duurde van ongeveer 2000 v.Chr. tot ongeveer 250 n.Chr.; dit werd gevolgd door de klassieke periode, van 250 n.Chr. tot ongeveer 950 n.Chr., daarna door de postklassieke periode, van 950 n.Chr. tot het midden van de 16e eeuw. Elke periode is verder onderverdeeld:
| Periode                              | Verdeling                            | Verdeling                            | Data                  |
| ------------------------------------ | ------------------------------------ | ------------------------------------ | --------------------- |
| Archaïsche periode                   | Archaïsche periode                   | Archaïsche periode                   | 8000–2000 v.Chr.      |
| Preklassieke periode                 | Vroeg-preklassieke periode           | Vroeg-preklassieke periode           | 2000–1000 v.Chr.      |
| Preklassieke periode                 | Midden-preklassieke periode          | Vroeg midden-preklassieke periode    | 1000–600 v.Chr.       |
| Preklassieke periode                 | Midden-preklassieke periode          | Laat midden-preklassieke periode     | 600–350 v.Chr.        |
| Preklassieke periode                 | Laat-preklassieke periode            | Vroeg laat-preklassieke periode      | 350–1 v.Chr.          |
| Preklassieke periode                 | Laat-preklassieke periode            | Laat laat-preklassieke periode       | 1 v.Chr. – 159 n.Chr. |
| Preklassieke periode                 | Laat-preklassieke periode            | Finaal-preklassieke periode          | 159–250 n.Chr.        |
| Klassieke periode                    | Vroegklassieke periode               | Vroegklassieke periode               | 250–550 n.Chr.        |
| Klassieke periode                    | Laatklassieke periode                | Laatklassieke periode                | 550–830 n.Chr.        |
| Klassieke periode                    | Finaalklassieke periode              | Finaalklassieke periode              | 830–950 n.Chr.        |
| Postklassieke periode                | Vroeg-postklassieke periode          | Vroeg-postklassieke periode          | 950–1200 n.Chr.       |
| Postklassieke periode                | Laat-postklassieke periode           | Laat-postklassieke periode           | 1200–1539 n.Chr.      |
| Contactperiode en Spaanse verovering | Contactperiode en Spaanse verovering | Contactperiode en Spaanse verovering | 1511–1697 n.Chr.      |

## Preklassieke periode (c. 2000 v.Chr.–250 n.Chr.)

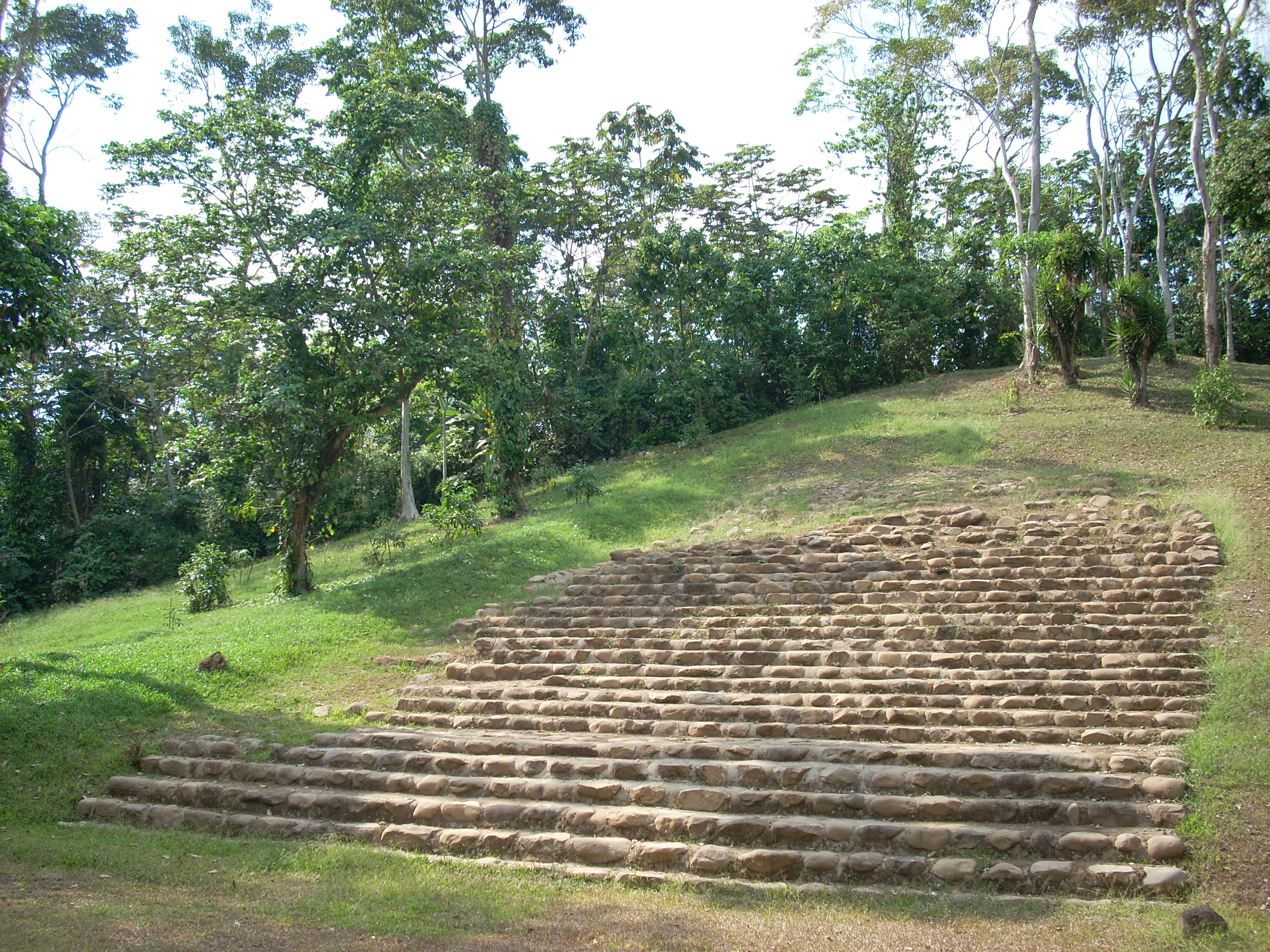
Bouwwerk 5 in Takalik Abaj werd in de midden-preklassieke periode gebouwd.

De Maya's ontwikkelden hun eerste beschaving in de preklassieke periode. Er bestaat nog geen overeenstemming onder geleerden over wanneer de Mayabeschaving begon. Archeologische ontdekkingen van bewoning door de Maya's in Cuello, Belize, zijn gedateerd rond 2600 v.Chr. Nederzettingen werden rond 1800 v.Chr. gevestigd in het Soconuscogebied aan de kust van de Stille Oceaan, waar de bevolking de basisgewassen van het Mayadieet al verbouwde, waaronder maïs, bonen, pompoen en chilipeper. Deze periode, die bekend staat als de vroeg-preklassieke periode, werd gekenmerkt door sedentaire gemeenschappen en de introductie van aardewerk en uit gebakken klei gemaakte beeldjes.
Tijdens de midden-preklassieke periode begonnen kleine dorpen uit te groeien tot steden. Tegen 500 v.Chr. bezaten deze steden al grote tempelbouwwerken versierd met stuccomaskers die Mayagodheden verbeeldden. Nakbé —de eerste goed gedocumenteerde stad in het Mayalaagland van het Guatemalteekse departement Petén— bezat al grote bouwwerken die zijn gedateerd op omstreeks 750 v.Chr. Ook had Nakbé toen al het monumentale metselwerk, de gebeeldhouwde monumenten en de verhoogde wegen die ook kenmerkend waren voor de latere steden in het Mayalaagland. In de midden-preklassieke periode was het noordelijke laagland van Yucatán grotendeels bevolkt. Rond 400 n.Chr., tegen het einde van de midden-preklassieke periode, lieten de vroege Mayaheersers gebeeldhouwde stèles opstellen waarop hun prestaties werden gevierd en waarmee hun recht te regeren werd bevestigd.
Uit muurschilderingen die in 2005 werden opgegraven blijkt dat de ontwikkeling van het Mayaschrift verschillende eeuwen eerder was begonnen dan aanvankelijk werd aangenomen en dat er in de 3e eeuw voor Christus al een ontwikkeld schrift werd gebruikt in San Bartolo, een stad in het Peténbekken; ook werd daarmee duidelijk dat de Maya's eerder dan aanvankelijk werd gedacht hebben bijgedragen aan de bredere ontwikkeling van het Meso-Amerikaanse schrift in de preklassieke periode. In de laat-preklassieke periode maakte de stad El Mirador een opmerkelijke groei door en strekte zich uit over een oppervlakte van ongeveer 16 km2. Het bezat geplaveide lanen, massieve triadische piramidecomplexen daterend van circa 150 v.Chr. en op de pleinen waren stèles en altaren opgetrokken. El Mirador wordt beschouwd als een van de eerste hoofdsteden van de Mayabeschaving. De moerassen van het Miradorbekken lijken een grote aantrekkingskracht te hebben gehad op de bevolking van het gebied, gezien de opvallende concentratie van grote mayasteden rondom dit moerasgebied. Tikal, dat later zou uitgroeien tot een van de belangrijkste Mayasteden van de klassieke periode, was omstreeks 350 v.Chr. al een significante stad, hoewel het toen nog niet kon tippen aan de grootsheid van El Mirador. In de eerste eeuw na Christus volgde de ineenstorting van de Laat-preklassieke culturele bloeiperiode en werden veel van de grote Mayasteden van die periode verlaten; de oorzaak van deze ineenstorting is nog niet bekend.
Met de opkomst, in de laat-preklassieke periode, van Kaminaljuyu, een belangrijke stad in het hoogland, kwam een verbinding tot stand tussen de handelsroutes langs de kust van de Stille Oceaan en die van de Motaguarivier, terwijl er gelijktijdig ook een toename was van de contacten met andere locaties langs de kust van de Stille Oceaan. Kaminaljuyu lag op een kruispunt van handelswegen en beheerste de handelsroutes van het westen naar de Golfkust in het oosten, die naar de hooglanden in het noorden en langs de kustvlakte van de Stille Oceaan tussen El Salvador in het zuiden en de Landengte van Tehuantepec in het noorden. Hiermee beheerste Kaminaljuyu de distributienetwerken voor belangrijke goederen als jade, obsidiaan en cinnaber. Binnen deze uitgestrekte handelsroutes lijken Takalik Abaj en Kaminaljuyu de twee belangrijkste centra te zijn geweest. Ook de vroege Mayabeeldhouwstijl verspreidde zich via dit netwerk. Takalik Abaj en Chocolá waren twee van de belangrijkste steden van de kustvlakte van de Stille Oceaan tijdens de laat-preklassieke periode, en in diezelfde periode groeide Komchen uit tot een belangrijke stad in noordelijk Yucatán.

## Klassieke periode (c. 250–900 n.Chr.)
De klassieke periode wordt grotendeels gedefinieerd als de periode waarin de Maya's in het laagland monumenten bouwden en deze dateerden met behulp van de lange telling van de Mayakalender. Deze periode markeerde het hoogtepunt van grootschalige bouwwerken, urbanisme, het graveren van monumentale inscripties en gaf blijk van een aanzienlijke intellectuele en artistieke ontwikkeling, met name in de zuidelijke laaglandregio's. De politieke relaties die bestonden tussen tussen de stadstaten van de Maya's in de klassieke periode wordt wel eens vergeleken met die van het Oude Griekenland of van Italië gedurende de Renaissance, waarbij meerdere stadstaten verwikkeld waren in een complex netwerk van allianties en vijandschappen.

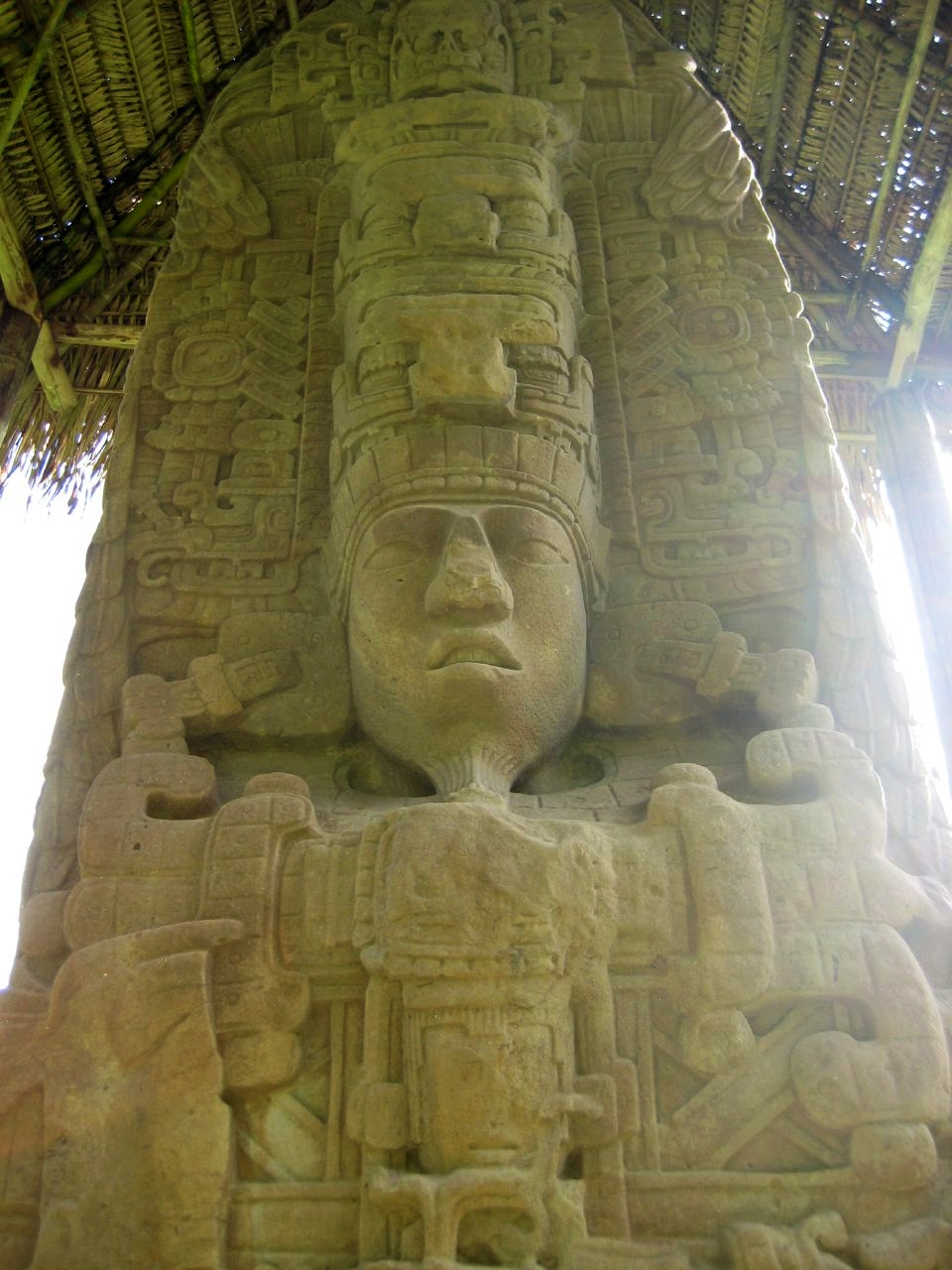
Stèle D uit Quiriguá met een beeltenis van koning K'ak' Tiliw Chan Yopaat

Tijdens de klassieke periode bereikte de Mayabeschaving het hoogtepunt van haar bloei. De Maya's ontwikkelden een landbouwintensieve, op de stad gerichte beschaving bestaande uit talloze onafhankelijke stadstaten, waarvan sommigen ondergeschikt waren aan anderen. Tijdens de vroegklassieke periode werden de steden in de Mayaregio beïnvloed door de grote metropool Teotihuacán in de verre vallei van Mexico. In 378 n.Chr. intervenieerde Teotihuacán op drastische wijze in Tikal en andere nabijgelegen steden, door Tikals heerser af te zetten en een nieuwe door Teotihuacán gesteunde dynastie te installeren. Deze interventie werd geleid door Siyaj K'ak' ("Geboren uit vuur" of "Vuur is geboren"), die op 8.17.1.4.12 in Tikal arriveerde (c. 31 januari 378). De toenmalige koning van Tikal, Chak Tok Ich'aak I, stierf op diezelfde dag, hetgeen doet vermoeden dat een gewelddadige machtsovername had plaatsgevonden. Een jaar later zag Siyaj K'ak' toe dat Yax Nuun Ayiin I als nieuwe koning van Tikal werd geïnstalleerd. De vader van de nieuwe koning, Atlatl Cauac (Speerwerper Uil), had een centraal-Mexicaanse naam en was mogelijk de koning van Teotihuacán of Kaminaljuyu. De installatie van de nieuwe dynastie leidde tot een periode van politieke dominantie, waarbij Tikal de machtigste stadstaat in het centrale Mayalaagland werd.
Op het hoogtepunt van haar macht in de klassieke periode had Tikal een bevolking van ruim 100.000 inwoners. Tikals grote rivaal was Calakmul, een andere machtige stadstaat in het Peténbekken. Tikal en Calakmul ontwikkelden beiden een uitgebreid netwerk van bondgenoten en vazallen; kleinere steden die tot een van deze netwerken toetraden, wonnen aanzien door hun associatie met de dominante steden en onderhielden vreedzame relaties met andere leden van hetzelfde netwerk. Tikal en Calakmul gebruikten hun bondgenotennetwerken tegen elkaar; op verschillende momenten in de klassieke periode zou een van beide regionale grootmachten een strategische overwinning behalen op zijn grote rivaal, resulterend in respectieve periodes van bloei en verval.
In 629 kreeg B'alaj Chan K'awiil, een zoon van de koning van Tikal K'inich Muwaan Jol II, de opdracht een nieuwe stad te stichten 120 km westelijk van Tikal, bij Dos Pilas in het Petexbatúngebied; deze stad was, naar het lijkt, bedoeld als vooruitgeschoven post om Tikals macht uit te breiden buiten het bereik van Calakmul. De jonge prins was toen slechts vier jaar oud. Bij de stichting van het nieuwe koninkrijk gaf Dos Pilas blijk van zijn oorsprong door dezelfde embleemglief als Tikal te gebruiken. De volgende twee decennia streed hij loyaal voor zijn broer en opperheer in Tikal. In 648 n.Chr. viel de koning van Calakmul, Yuknoom Ch'een II ("Yuknoom de Grote"), Dos Pilas aan, veroverde de stad en nam Balaj Chan K'awiil gevangen. Min of meer gelijktijdig werd de koning van Tikal gedood. Yuknoom Che'en II plaatste Balaj Chan K'awiil terug op de troon van Dos Pilas als zijn vazal. Vanaf dat moment bleef Balaj Chan K'awiil een trouw bondgenoot van Calakmul, Tikals gezworen vijand, hetgeen als een opmerkelijke daad van verraad kan worden beschouwd voor iemand afkomstig uit de koninklijke familie van Tikal.
In het zuidoosten van het Mayagebied was Copán de belangrijkste stad. De heersende dynastie uit de klassieke periode werd in 426 gevestigd door K'inich Yax K'uk 'Mo'. De nieuwe koning onderhield sterke banden met centraal Petén en Teotihuacán, en het lijkt waarschijnlijk dat hij uit Tikal afkomstig was. Copán bereikte het hoogtepunt van haar culturele en artistieke ontwikkeling tijdens het bewind van Uaxaclajuun Ub'aah K'awiil, die van 695 tot 738 regeerde. Zijn heerschappij eindigde op dramatische wijze in april 738, toen hij werd gevangen genomen door zijn vazal, koning K'ak 'Tiliw Chan Yopaat van Quiriguá. De gevangen genomen koning van Copán werd naar Quiriguá meegevoerd en begin mei 738 onthoofd in een openbaar ritueel. Het lijkt waarschijnlijk dat deze coup werd gesteund door Calakmul en was bedoeld om een machtige bondgenoot van Tikal te verzwakken. Palenque en Yaxchilán waren de machtigste stadstaten in het Usumacintagebied. In het Mayahoogland, in de vallei van Guatemala, had Kaminaljuyu zich omstreeks 300 n.Chr. al ontwikkeld tot een uitgestrekte stad. In het noorden van het Mayagebied was Coba de belangrijkste Mayahoofdstad.

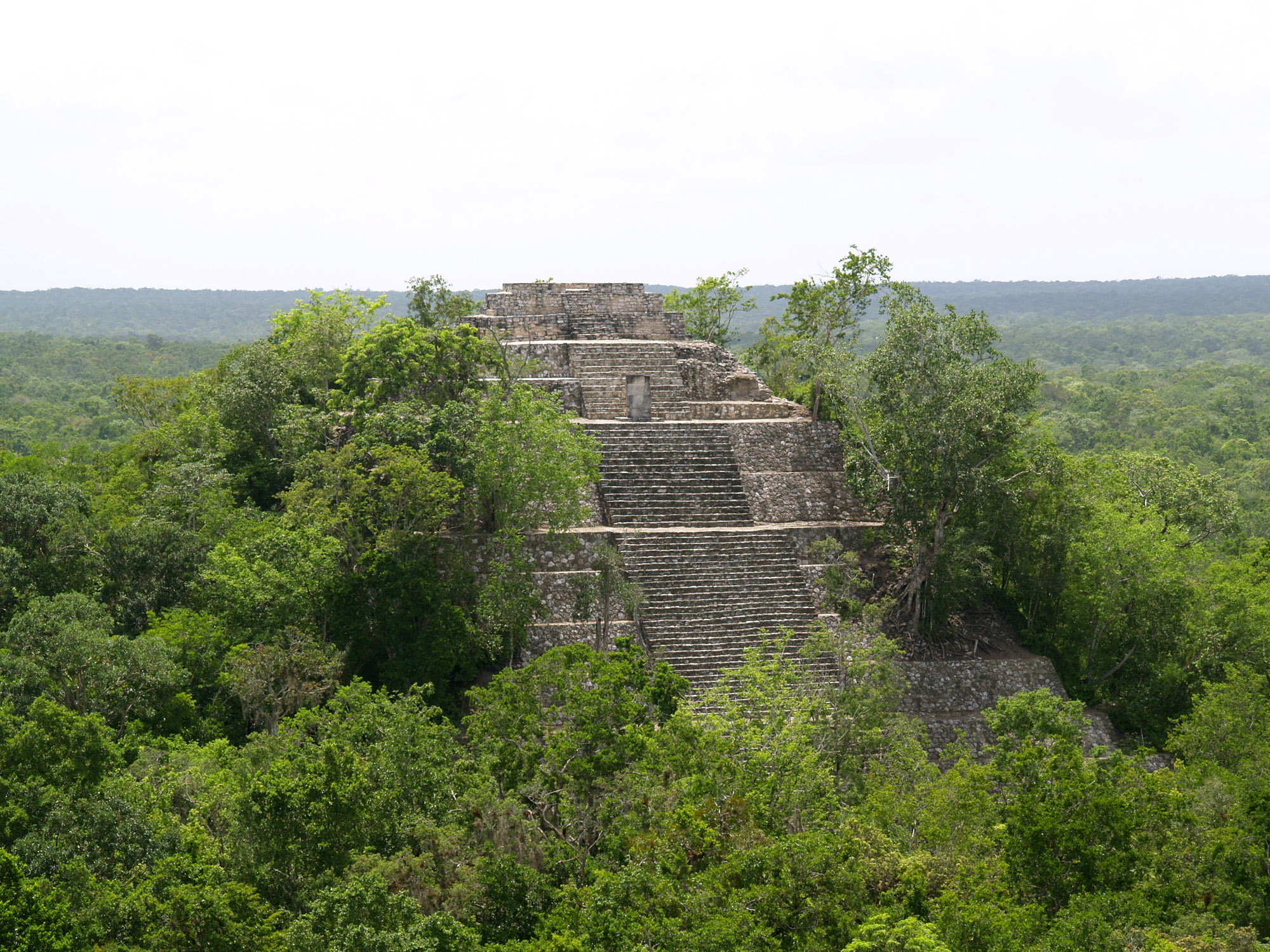
Calakmul was een van de belangrijkste steden in de klassieke periode.

De hoofdsteden van Mayakoninkrijken konden aanzienlijk variëren in grootte, hetgeen lijkt te zijn gerelateerd aan het aantal vazalsteden dat met een hoofdstad was verbonden. Naarmate heersers van stadstaten een groter aantal ondergeschikte stadsstaten hadden onderworpen, groeide hun status en de hoeveelheid belasting die ze konden innen, doorgaans in de vorm van goederen en arbeid. De meest in het oog springende vormen van belasting die op Mayakeramiek werden afgebeeld zijn cacao, textiel en decoratieve veren. De sociale basis van de klassieke Mayabeschaving bestond uit een uitgebreid politiek en economisch netwerk dat het hele Mayagebied omvatte en zelfs daarbuiten in de grotere Meso-Amerikaanse regio reikte. De dominante stadstaten in de klassieke periode bevonden zich in het centrale laagland; in deze periode kunnen de zuidelijke hooglanden en de noordelijke laaglanden als perifeer ten opzichte van dit kerngebied worden beschouwd, zowel op cultureel, economisch als politiek gebied. De plaatsen die zich tussen de kern en de periferie bevonden, fungeerden als handelscentra.
De meest opvallende monumentale bouwwerken zijn de tempelpiramides en paleizen die in de centra van de grootste Mayasteden werden gebouwd. In die periode was het gebruik van het hiëroglyfisch schrift op de monumentale bouwwerken wijdverbreid geworden en daarmee werd een grote hoeveelheid informatie achtergelaten, waaronder van data voorziene dynastieke overzichten, allianties en andere contacten tussen Mayasteden. Het oprichten van gebeeldhouwde stenen stèles verspreidde zich tijdens de klassieke periode over het hele Mayagebied, en de combinaties van gebeeldhouwde stèles en lage cirkelvormige altaren worden als kenmerkend voor de klassieke Mayabeschaving beschouwd. Tijdens de klassieke periode plaatste bijna elk Mayakoninkrijk in de zuidelijke laaglanden stèles in de ceremoniële centra van de steden. Volgens de epigraaf David Stuart beschouwden de Maya's de stèles als te tun, "stenen bomen", hoewel hij later die lezing herzag tot lakamtun, wat "baniersteen" betekent. Volgens Stuart kan dit verwijzen naar de stèles als stenen versies van verticale baniers die op prominente plaatsen in de centra van Mayasteden stonden, zoals afgebeeld in oude graffiti. Het belangrijkste doel voor de plaatsing van een stèle was het verheerlijken van de koning.
Mayasteden maakten deel uit van een netwerk van handelsroutes, ook over lange afstanden. Belangrijke handelsroutes liepen van de Motaguarivier naar de Caribische Zee en vervolgens noordwaarts langs de kust naar Yucatán. Een andere route liep van Verapaz langs de La Pasiónrivier naar de handelshaven bij Cancuén; vanaf Cancuén liepen de handelsroutes oostwaarts naar Belize, noordwaarts naar centraal en noordelijk Petén, en verder naar de Golf van Mexico en de westkust van het schiereiland Yucatán. Belangrijke handelsgoederen met een elitestatus waren jade, fijne keramiek en quetzalveren. Minder exclusieve handelsgoederen waren onder meer obsidiaan, zout en cacao.

### Ineenstorting van de klassieke Mayabeschaving

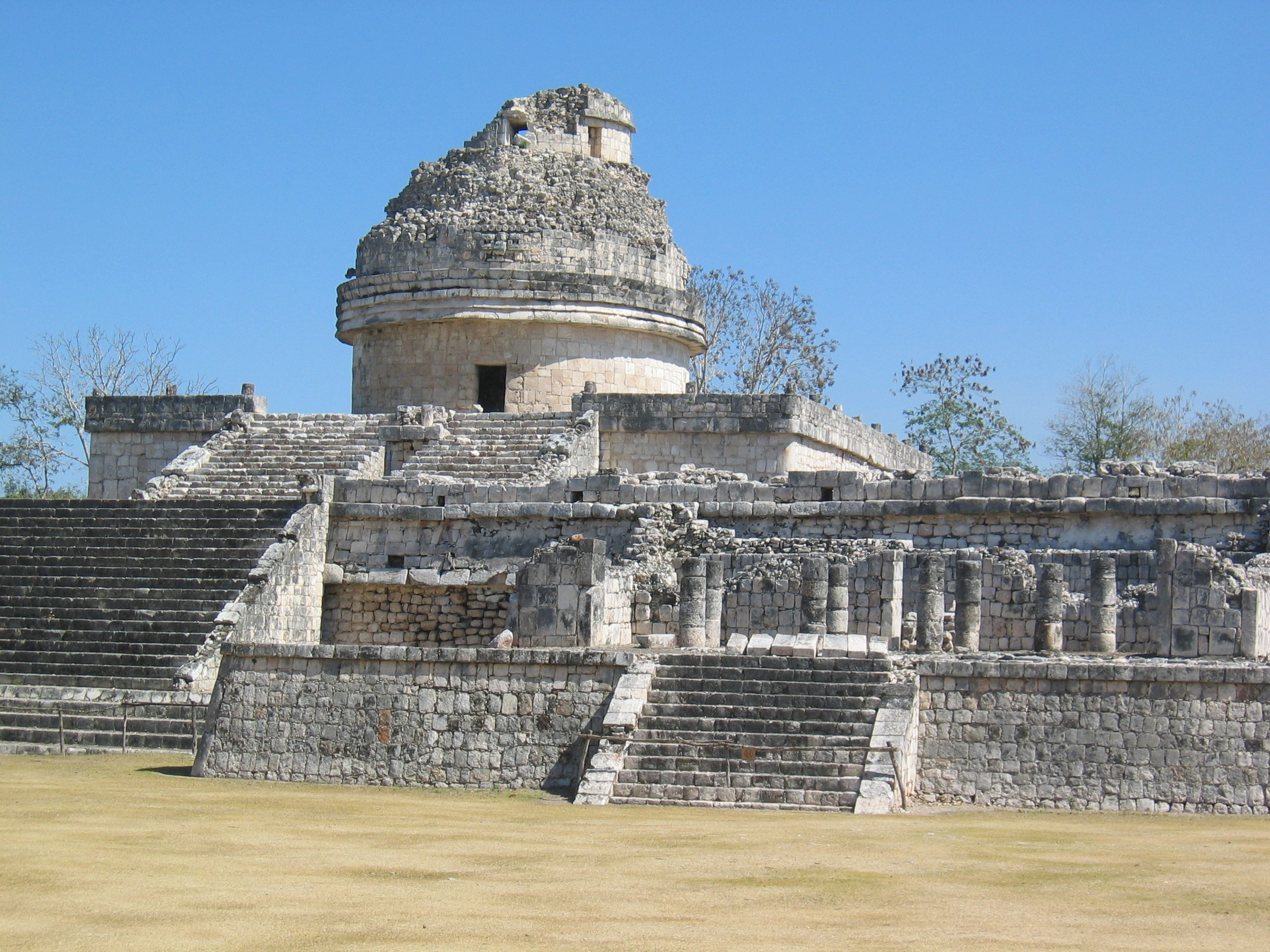
Chichén Itzá was de belangrijkste stad in de noordelijke Mayaregio.

In de negende eeuw na Christus volgde een politieke ineenstorting van de stadstaten in het centrale deel van de Mayaregio, die werd gemarkeerd door de val van de heersende dynastieën, de ontvolking van steden en een noordwaartse verschuiving van bouwactiviteiten. Dit verval viel samen met het stil vallen van grootschalige bouwactiviteiten en het stoppen van monumentale inscripties. Er bestaat geen algemeen geaccepteerde verklaring voor deze ineenstorting, maar het is waarschijnlijk het gevolg van een combinatie van factoren, waaronder voortdurende interne oorlogen, droogte en overbevolking resulterend in een ernstige aantasting van het milieu. In deze periode, die bekend staat als de finaalklassieke periode, vindt er in noordelijke steden als Chichén Itzá en Uxmal juist een verhoogde activiteit plaats. De grote steden in het noordelijke deel van Yucatán bleven nog bewoond, lang nadat de steden van de centrale en zuidelijke laaglanden waren opgehouden met hun monumentale bouwactiviteiten.
Er zijn aanwijzingen dat de Mayabevolking het milieu overbelastte, hetgeen resulteerde in uitputting van agrarische hulpbronnen, ontbossing en overbejaging. Dit lijkt bovendien te zijn samengevallen met een 200 jaar durende droogteperiode. De sociale organisatie van de klassieke Maya's was gebaseerd op het rituele gezag van de heerser, in plaats van een centrale controle over de handel en de voedseldistributie. Dit bestuurlijke model was slecht toegerust om effectief te kunnen reageren op veranderingen, mede omdat de vrijheid van handelen van de heersers beperkt was tot het bieden van traditionele oplossingen. De heersers reageerden op een cultuurgebonden wijze op de crisis door het intensiveren van bouwactiviteiten, rituelen en oorlogvoering. Dit had echter een averechtse uitwerking en leidde tot een verslechtering van de systemische crisis.
In de loop van de 9e en 10e eeuw resulteerde dit in de ineenstorting van het systeem van heerschappij gebaseerd op de goddelijke macht van de heersende vorst. In het noorden van Yucatán werd dit systeem van individuele heerschappij vervangen door een bestuursraad die was samengesteld uit de leden van de elitefamilies. In het zuiden van Yucatán en het centrale deel van Petén raakten de koninkrijken over het algemeen in verval; in het westen van Petén en in een aantal andere gebieden waren de veranderingen catastrofaal en leidden tot een snelle ontvolking van steden. Binnen een paar generaties waren grote delen van het centrale Mayagebied vrijwel geheel verlaten. Een relatief snelle ineenstorting trof delen van het zuidelijke Mayagebied, waaronder het zuidelijke deel van het schiereiland Yucatán, het noorden van Chiapas, Guatemala en het gebied rond Copán in Honduras. De grootste steden hadden op hun hoogtepunt 50.000 tot 120.000 inwoners en waren verbonden met netwerken van vazalsteden. Zowel de hoofdsteden als de secundaire centra werden doorgaans verlaten binnen een periode van 50 tot 100 jaar.
Tegen het einde van de 8e eeuw werd de Petexbatúnregio in Petén geteisterd door endemische oorlogen, hetgeen leidde tot het verlaten van Dos Pilas en Aguateca. Eén voor één hielden de eens zo bloeiende steden op met het beeldhouwen en dateren van bouwwerken en hun inwoners trokken weg; de laatste monumenten in Palenque, Piedras Negras en Yaxchilán waren tussen 795 en 810 gedateerd; in de daaropvolgende decennia raakten ook Calakmul, Naranjo, Copán, Caracol en Tikal in verval en vergetelheid. De laatste lange tellingdatum werd gegraveerd in 909 in Toniná. Stèles werden niet meer opgericht en kleine groepen nieuwe bewoners namen op sommige plaatsen bezit van de verlaten koninklijke paleizen. De Meso-Amerikaanse handelsroutes verschoven en lieten het Peténgebied links liggen.

## Postklassieke periode (c. 950–1539 n.Chr.)

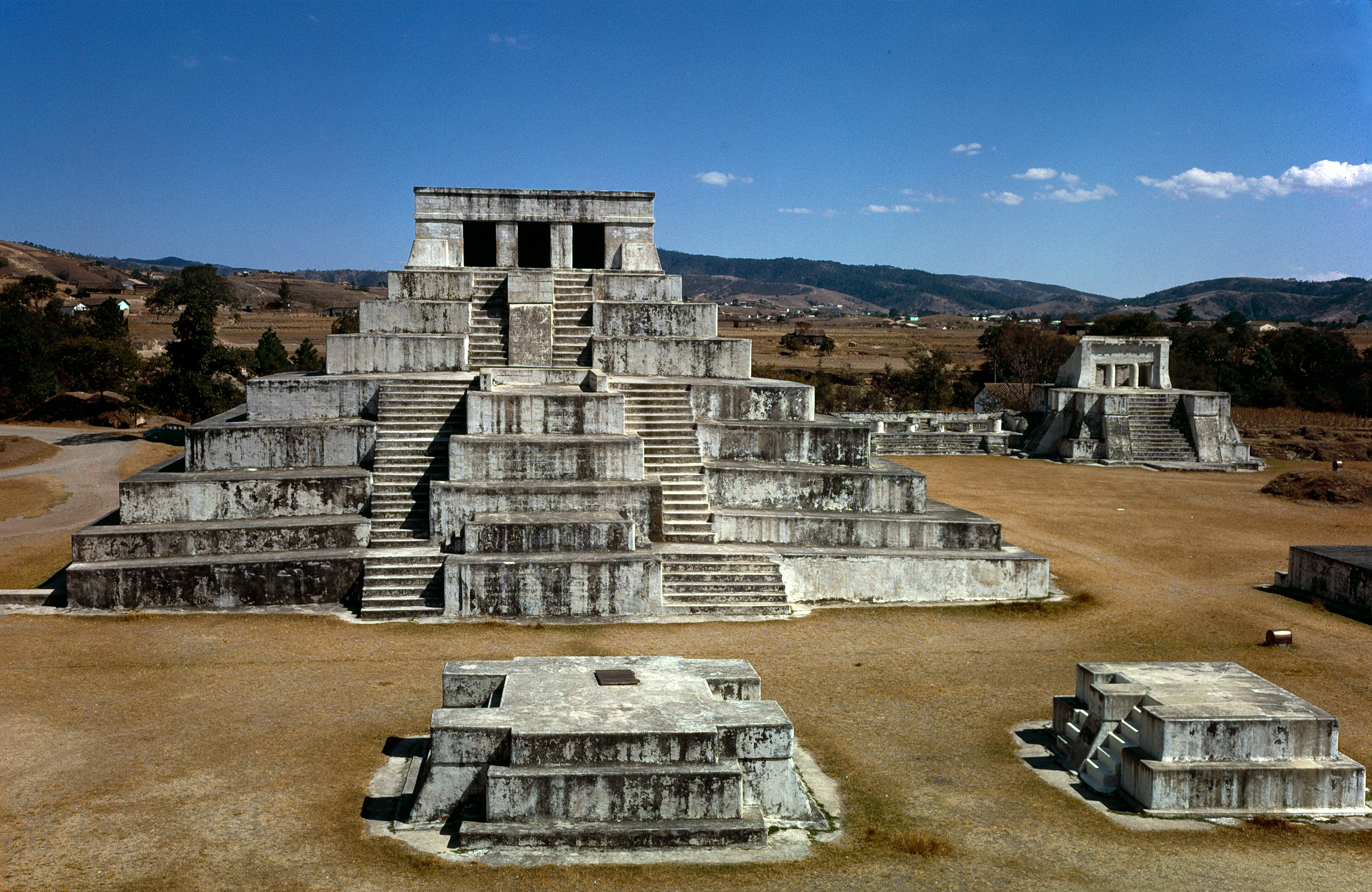
Zaculeu was de postklassieke hoofdstad van het Mamkoninkrijk in het Guatemalteekse hoogland

Aan het begin van de 10e eeuw waren, met de ineenstorting van de klassieke Mayabeschaving, de grote steden die het Peténgebied domineerden in verval geraakt en grotendeels verlaten. Hoewel sterk in aantal verminderd, bleef er ook na het verval van deze steden nog een significante Maya-aanwezigheid over in het centrale Mayagebied, met name in de buurt van permanente waterbronnen. Anders dan tijdens eerdere krimpcycli in de Mayaregio, werden de verlaten plaatsen echter niet meer snel opnieuw bevolkt in de postklassieke periode. De focus van Maya-activiteit verschoof naar het noordelijke laagland en de Mayahooglanden; mogelijk was er ook sprake van migratiestromen vanuit de zuidelijke laaglanden, aangezien veel postklassieke Mayagroepen migratiemythes kennen.
Samenvallend met het verval van de steden in het zuiden, floreerde Chichén Itzá in het noorden, hetgeen de economische en politieke factoren die ten grondslag lagen aan het verval in het zuiden onderstreept. Chichén Itzá groeide uit tot een van de grootste, machtigste en meest kosmopolitische Mayasteden. Maar in de 11e eeuw raakten ook Chichén Itzá en de naburige steden in het Puucgebied in verval, hetgeen kan worden beschouwd als de laatste fase van de ineenstorting van de klassieke Mayabeschaving. Na het verval van Chichén Itzá bleef het Mayagebied zonder dominante macht tot de opkomst van de stad Mayapán in de 12e eeuw. Er ontstonden nieuwe steden in de buurt van de Caraïbische kust en de Golfkust en er werden nieuwe handelsnetwerken gevormd.
De postklassieke periode (900-c.1524 n.Chr.) kenmerkte zich door een reeks veranderingen die ook van invloed waren op de steden. Na bijna tweeduizend jaar bewoond te zijn geweest, werd de eens zo grote stad Kaminaljuyu in de vallei van Guatemala plotseling verlaten door haar bewoners. Dit was symptomatisch voor de veranderingen in de hooglanden en het aangrenzende zuidwestelijke kustgebied, waarbij de steden die zich op kwetsbare locaties bevonden werden verplaatst naar beter verdedigbare locaties, blijkbaar als gevolg van de proliferatie van oorlogen. De postklassieke steden werden vaak op goed verdedigbare heuveltoplocaties gebouwd die omringd waren door diepe ravijnen en waar nodig versterkt werden met verdedigingsmuren en -wallen die de natuurlijke bescherming van het terrein aanvulden. Verdedigingsmuren zijn ook aangetroffen op een aantal locaties in het noorden, waaronder Chacchob, Chichén Itzá, Cuca, Ek Balam, Mayapán, Muna, Tulum, Uxmal en Yaxuna. In het Guatemalteekse hoogland was in die periode Q'umarkaj een van de belangrijkste steden. Qʼumarkaj, ook bekend als Utatlán, was de hoofdstad van het oorlogzuchtige K'iche'-koninkrijk. Het bestuur van de postklassieke Mayastaten, van Yucatán tot de Guatemalteekse hooglanden, was vaak in handen van een bestuurlijke raad, een vorm van gezamenlijke heerschappij van de belangrijkste families. In de praktijk bezat één lid van de raad het bestuurlijke leiderschap, terwijl de andere leden als adviseur dienden.

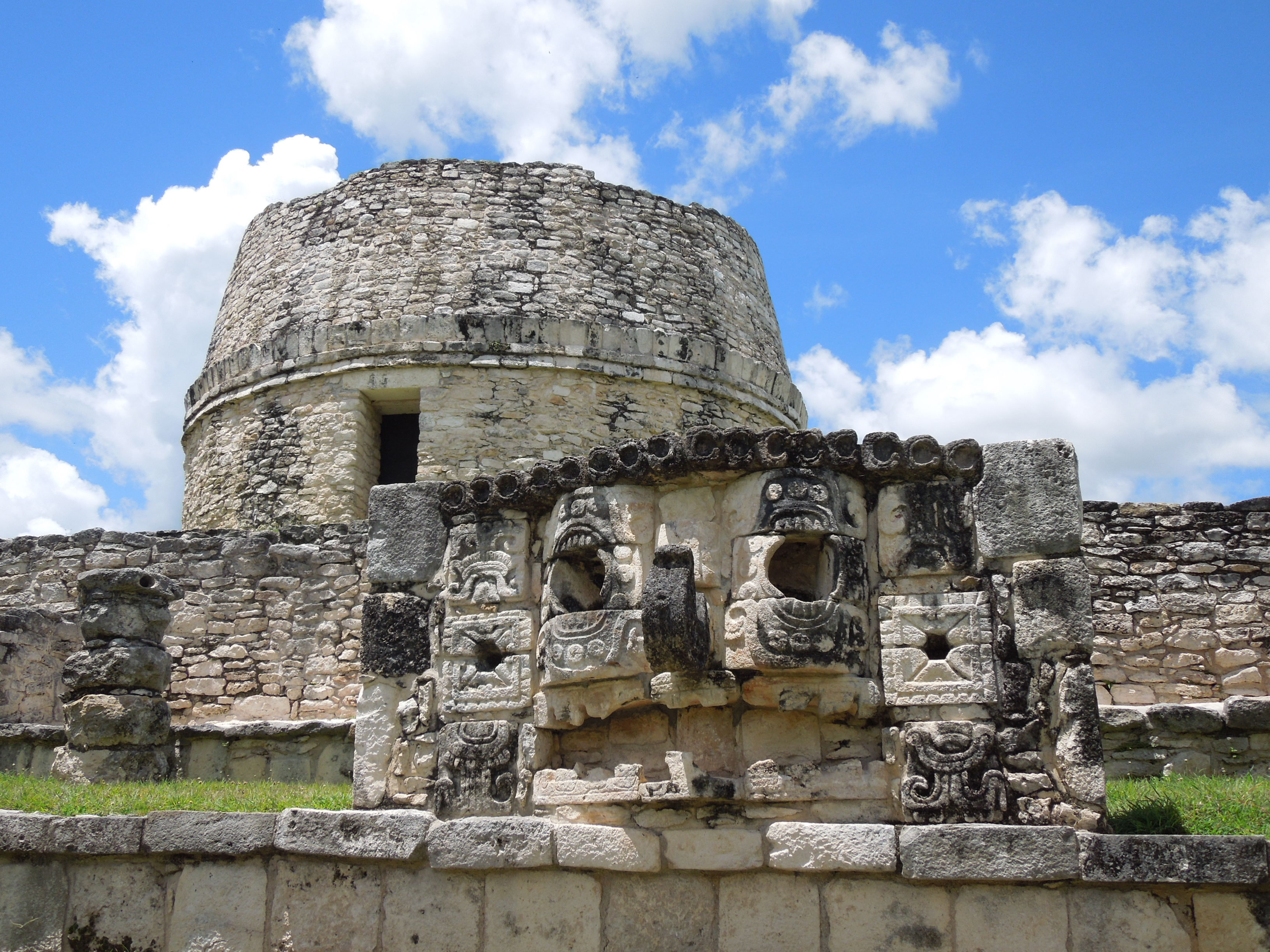
Mayapán was een belangrijke postklassieke stad in het noorden van het schiereiland Yucatán.

Mayapán werd rond 1448 verlaten, na een periode van politieke en sociale onrust gekoppeld aan een ecologische crisis die in veel opzichten gelijkenis vertoonde met de ineenstorting van de steden in de zuidelijke Mayaregio tijdens de klassieke periode. Het verlaten van Mayapán werd gevolgd door een langdurige periode van oorlogvoering op het schiereiland Yucatán, die pas werd beëindigd kort voor het eerste contact met de Spanjaarden in 1511. Ook zonder een dominante regionale hoofdstad, maakten de eerste Spaanse ontdekkingsreizigers in hun reisverslagen melding van rijke kuststeden en bloeiende markten.
Tijdens de laat-postklassieke periode was het schiereiland Yucatán verdeeld in een aantal onafhankelijke provincies die een gemeenschappelijke cultuur deelden, maar verschilden in hun interne sociaal-politieke organisatie. Twee van de belangrijkste provincies waren Maní en Sotuta, die elkaars rivalen waren Ten tijde van het contact met de Spaanjaarden omvatte het noordelijke deel van het schiereiland Yucatán de vorstendommen Maní, Cehpech, Chakan, Ah Kin Chel, Cupul, Chikinchel, Ecab, Uaymil, Chetumal, Cochuah, Tases, Hocaba, Sotuta, Chanputun (modern Champotón) en Acalan. Een aantal vorstendommen en groepen woonden in het zuidelijke deel van het schiereiland, onder meer in het Peténbekken, Belize en de omliggende gebieden, waaronder de Kejache, Itzá, Kowoj, Yalain, Chinamita, Icaiche, Manche Ch'ol en de Mopan. De Cholaans Maya sprekende Lakandon (niet te verwarren met de moderne inwoners van Chiapas met diezelfde naam) beheersten het gebied langs de zijrivieren van de Usumacinta, een gebied dat het oosten van Chiapas en het zuidwesten van Petén omvatte.
Aan de vooravond van de Spaanse verovering werden de hooglanden van Guatemala gedomineerd door verschillende machtige Mayastaten. In de eeuwen voorafgaand aan de komst van de Spanjaarden hadden de K'iche' een rijk opgebouwd dat een groot deel van de westelijke Guatemalteekse hooglanden en de aangrenzende kustvlakte van de Stille Oceaan besloeg. Aan het einde van de 15e eeuw kwamen de Kaqchikel echter in opstand tegen hun voormalige K'iche'-bondgenoten en stichtten een nieuw koninkrijk in het zuidoosten, met Iximché als hoofdstad. In de decennia vóór de Spaanse invasie hadden de Kaqchikel de macht van het K'iche'-koninkrijk gestaag uitgehold. Andere Mayastaten in het hoogland waren die van de Tz'utujil rondom het meer van Atitlán, de Mam in de westelijke hooglanden en de Poqomam in de oostelijke hooglanden. De centrale hooglanden van Chiapas werden bewoond door een aantal Mayavolken, waaronder de Tzotzil, die waren onderverdeeld in een aantal provincies, en de Tojolabal.

## Contactperiode en Spaanse verovering (1511–1697 n.Chr.)

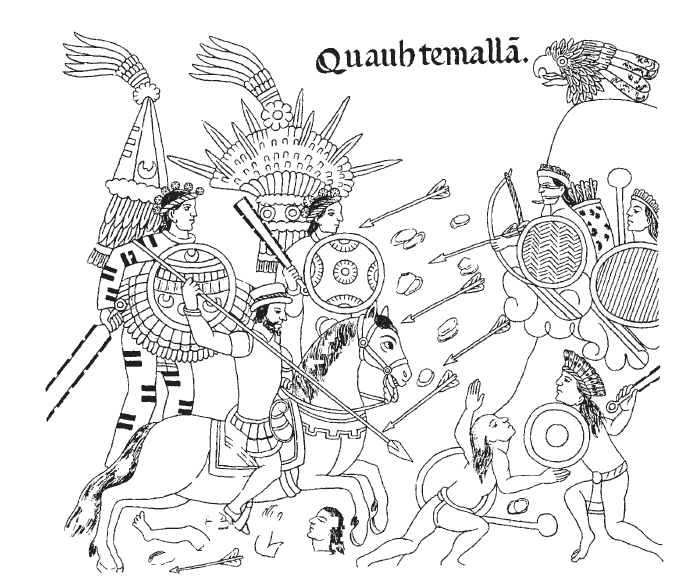
Pagina uit de Lienzo de Tlaxcala met de Spaanse verovering van Iximché, dat Cuahtemallan werd genoemd in het Nahuatl.

In 1511 verging een Spaans karveel in het Caribisch gebied en ongeveer een dozijn overlevenden slaagde erin de kust van Yucatán te bereiken. Ze werden gevangengenomen door een lokale Mayaheer, waarna de meesten werden geofferd, hoewel twee erin slaagden te ontsnappen. Van 1517 tot 1519 kwamen drie afzonderlijke Spaanse verkenningsexpedities bij de kust van Yucatán en voerden een aantal veldslagen met de Mayabewoners. Nadat de Azteekse hoofdstad Tenochtitlan in 1521 door de Spanjaarden was ingenomen, stuurde Hernán Cortés zijn veldheer Pedro de Alvarado naar Guatemala met 180 man cavalerie, 300 infanteristen, 4 kanonnen en duizenden geallieerde krijgers uit Centraal Mexico; deze legermacht bereikte Soconusco in 1523. De K'iche'-hoofdstad Q'umarkaj werd in 1524 door Alvarado veroverd. Kort daarna werden de Spanjaarden als bondgenoten binnengehaald in Iximché, de hoofdstad van de Kaqchikel. De goede verstandhouding hield niet lang stand vanwege de buitensporige schatplichteisen van de Spanjaarden en de stad werd enkele maanden later verlaten. Dit werd in 1525 gevolgd door de val van Zaculeu, de hoofdstad van het Mamvolk. Francisco de Montejo en zijn zoon Francisco de Montejo, el mozo lanceerden vanaf 1527 een lange reeks campagnes tegen de vorstendommen van het schiereiland Yucatán en slaagden er ten slotte in 1546 in de verovering van het noordelijke deel van het schiereiland te voltooien. De enige overgebleven onafhankelijke Mayakoninkrijken bevonden zich in het ontoegankelijke Peténbekken. In 1697 lanceerde Martín de Ursúa een aanval tegen de Itzá-hoofdstad Nojpetén en slaagde erin de laatst overgebleven onafhankelijke Mayastad te veroveren.

## Voortbestaan van de Mayacultuur
Door de Spaanse verovering en kolonisatie verdwenen de meeste bepalende kenmerken van de Mayabeschaving. Veel Mayadorpen bleven echter ver verwijderd van de Spaanse koloniale autoriteit en bleven grotendeels hun eigen zaken regelen. De Mayagemeenschappen en nucleaire families behielden hun traditionele dagelijkse leven. Het Meso-Amerikaanse basisdieet van maïs en bonen bleef ongewijzigd, hoewel de landbouwproductie verbeterde door de introductie van stalen werktuigen. Traditionele ambachten zoals weven, keramiek en mandenmakerij werden nog steeds beoefend. De lokale markten en de handel in lokale producten gingen gewoon door tot lang na de verovering. Soms stimuleerde het koloniale bestuur de traditionele economie om belasting te innen in de vorm van keramiek of katoenen textiel, hoewel deze meestal volgens Spaanse specificaties werden gemaakt. Het Mayageloof en de Mayatalen bleken bestand tegen verandering, ondanks de inspanningen van katholieke missionarissen. De tzolk'in, de rituele kalender van 260 dagen, is nog steeds in gebruik in de huidige Mayagemeenschappen in de hooglanden van Guatemala en Chiapas, en miljoenen sprekers van Mayatalen wonen nog steeds in het gebied waar hun voorouders hun beschaving ontwikkelden.

## Onderzoek naar de Mayabeschaving

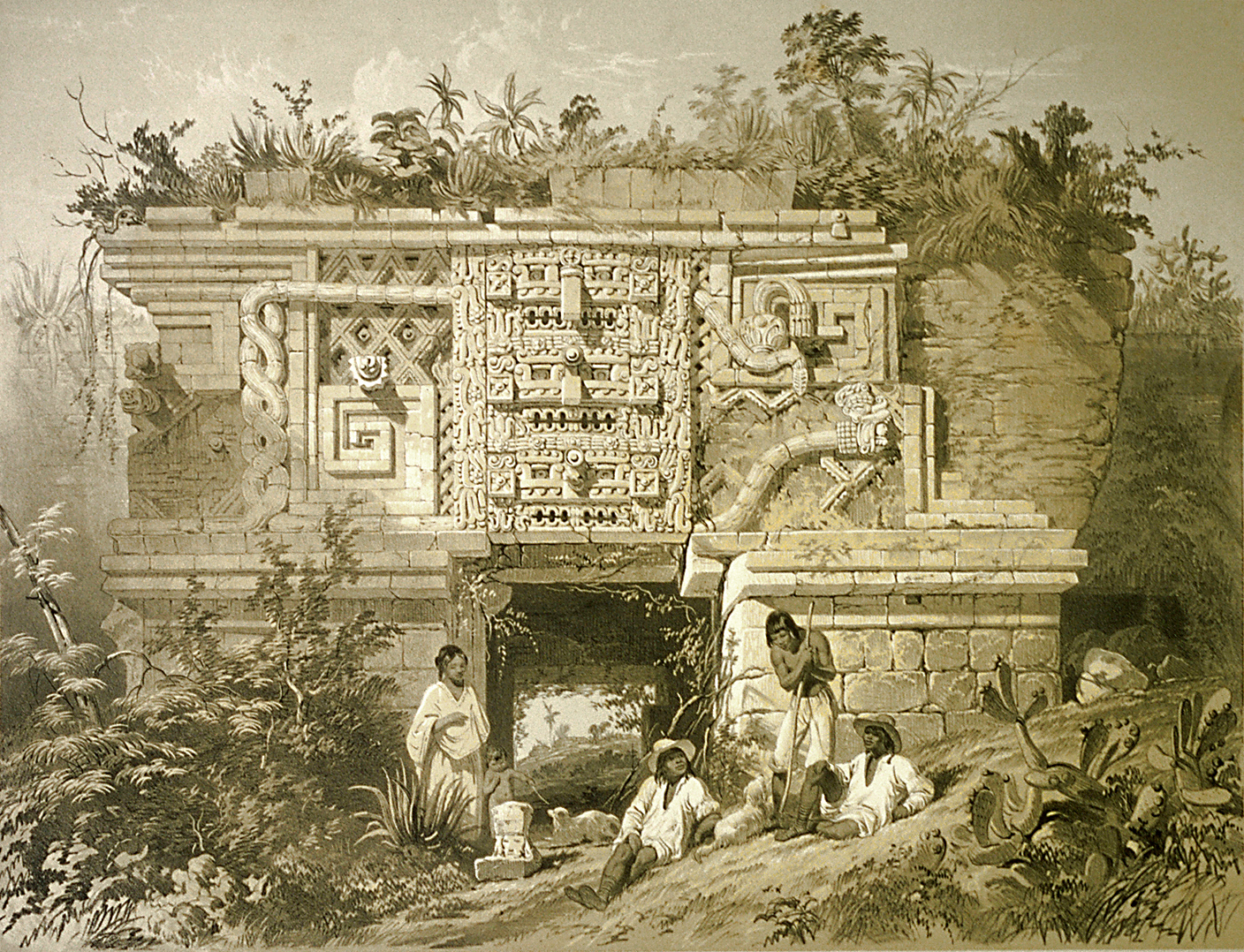
Tekening van het kloostercomplex in Uxmal door Frederick Catherwood.

Vanaf de 16e eeuw waren Spaanse soldaten, geestelijken en bestuurders bekend met aspecten van de geschiedenis en geloofsovertuigingen van de precolumbiaanse Maya's. Missionarissen van de Rooms-Katholieke Kerk schreven gedetailleerde verslagen over de Maya's ter ondersteuning van hun inspanningen op het gebied van evangelisatie en incorporatie van de Maya's in het Spaanse rijk. De geschriften van de 16e-eeuwse bisschop Diego de Landa, die een groot aantal Mayaboeken had laten verbranden, bevatten veel informatie over de Mayacultuur, waaronder hun geloofsovertuigingen en religieuze praktijken, kalender, aspecten van hun hiërogliefenschrift en orale geschiedenis. Dit werd gevolgd door de geschriften van verschillende Spaanse priesters en koloniale functionarissen die beschrijvingen nalieten over de Mayaruïnes die ze in Yucatán en Midden-Amerika bezochten. Deze eerste bezoekers waren zich nog terdege bewust van het historische verband tussen de ruïnes en de Mayabewoners van die regio.
In 1839 bezochten de Amerikaanse ontdekkingsreiziger en schrijver John Lloyd Stephens en de Engelse architect en tekenaar Frederick Catherwood, die bekend waren met de Spaanse verslagen, de ruïnes van Uxmal, Copán, Palenque en andere sites. Hun geïllustreerd reisverslag over de ruïnes wekte de belangstelling van een breed publiek voor het gebied, haar volken en de Mayabeschaving. Naar aanleiding van hun publicatie meenden 19e-eeuwse oudheidkundigen als Augustus Le Plongeon en Désiré Charnay dat de ruïnes afkomstig moesten zijn van beschavingen uit de oude wereld of van verdwenen continenten. In de tweede helft van de 19e eeuw werd een begin gemaakt met het vastleggen van etnohistorische verslagen over de Maya's en volgden de eerste stappen in het ontcijferen van de Mayahiërogliefen.

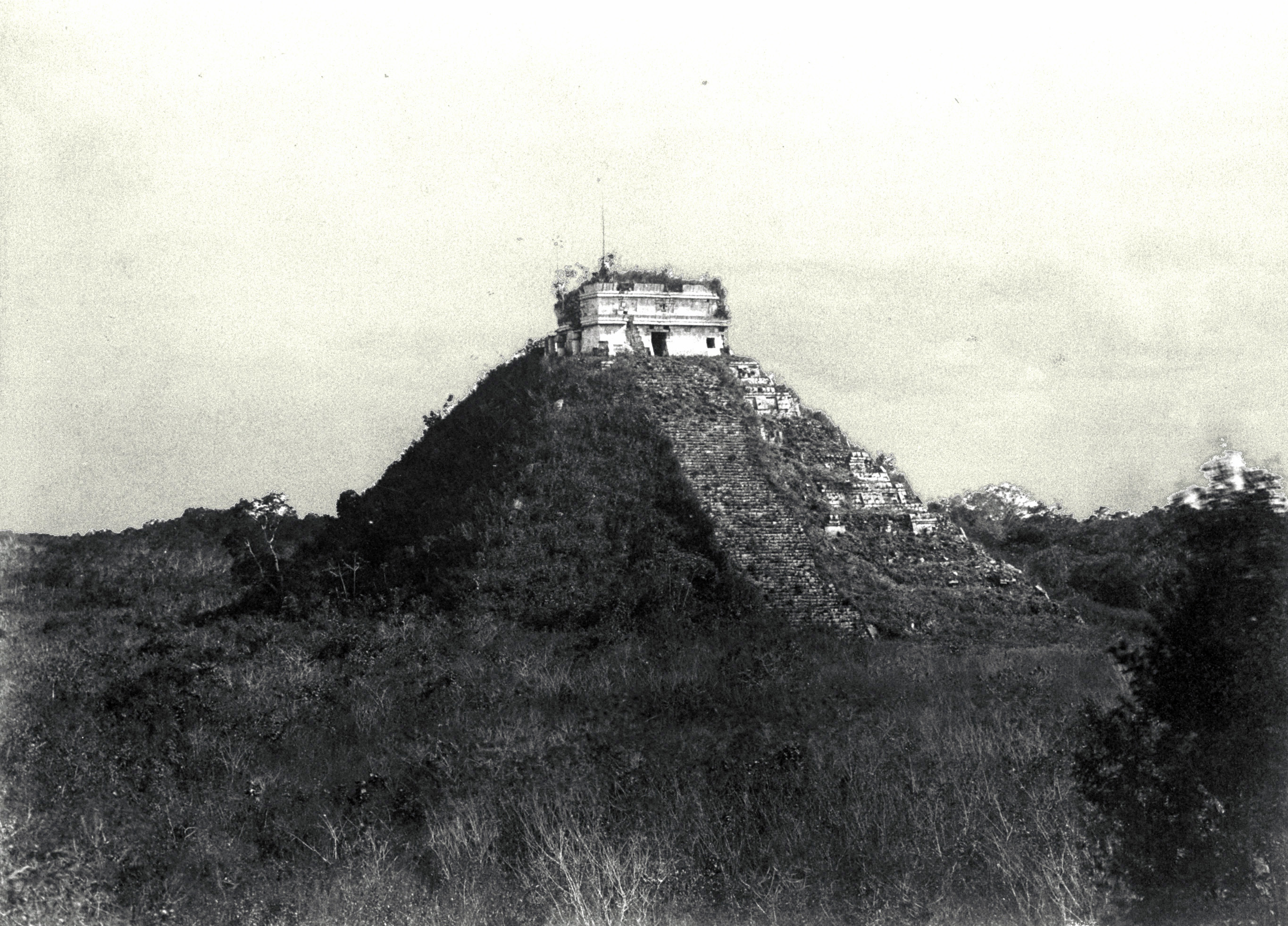
El Castillo in Chichén Itzá. Foto uit 1892 door Teoberto Maler.

In de laatste twee decennia van de 19e eeuw werd een begin gemaakt met de moderne wetenschappelijke archeologie in de Mayaregio dankzij het nauwgezette werk van Alfred Maudslay en Teoberto Maler. Sites als Altar de Sacrificios, Coba, Seibal en Tikal werden van vegetatie ontdaan en systematisch gedocumenteerd. Aan het begin van de 20e eeuw sponsorde het Peabody Museum opgravingen in Copán en op het schiereiland Yucatán, en artefacten werden uit de regio gesmokkeld ten behoeve van de collectie van het museum. In de eerste twee decennia van de 20e eeuw werden vorderingen gemaakt bij het ontcijferen van de Mayakalender en het identificeren van godheden, kalenderdata en religieuze concepten. Sylvanus Morley begon een project om elk Mayamonument waarvan het bestaan bekend was en elke hiëroglifische inscriptie vast te leggen en te documenteren, in sommige gevallen met teksten van monumenten die inmiddels verloren zijn gegaan. De Carnegie Institution sponsorde opgravingen in Copán, Chichén Itzá en Uaxactun en legde daarmee een belangrijke basis voor de moderne Mayastudies. Vanaf de jaren dertig nam het tempo van het archeologisch onderzoek drastisch toe en volgden grootschalige opgravingen in de hele Mayaregio.
Op veel locaties zijn Mayaruïnes echter geheel overwoekerd door de jungle en zijn daarom zelfs op korte afstand moeilijk te onderscheiden. Om nog niet geïdentificeerde ruïnes te vinden, zijn onderzoekers gebruik gaan maken van satellietbeelden waarmee zichtbare en nabij-infrarood spectra kunnen worden bekeken. Door hun kalkstenen constructie hebben bouwwerken, naarmate ze in de loop der tijd uit elkaar vallen, de chemische samenstelling van de bodem beïnvloed; sommige vochtminnende planten ontbreken daardoor volledig, terwijl andere zijn doodgegaan of verkleurd.
In de jaren zestig stelde de vooraanstaande Mayanist J. Eric S. Thompson dat de Mayasteden eigenlijk onbewoonde ceremoniële centra waren die een verspreid in de jungle wonende bevolking dienden en dat de Mayabeschaving werd bestuurd door vreedzame astronoom-priesters. Deze ideeën kwamen deels voort uit de in die tijd nog zeer beperkte kennis van het Mayaschrift; ze werden dan ook weerlegd toen er tegen het eind van de 20e eeuw grote vooruitgang werd geboekt bij de ontcijfering van het Mayaschrift, met name door het werk van Heinrich Berlin, Tatiana Proskouriakoff en Yuri Knorozov. Met de doorbraken in het begrip van het Mayaschrift vanaf de jaren viftig, onthulden de teksten op de monumenten de oorlogszuchtige aard van de klassieke Mayaheersers en daarmee kon de gedachte dat de Maya's er een vreedzaame samenleving op nahielden niet langer worden volgehouden. Uit gedetailleerd nederzettingenonderzoek van de Mayasteden bleek ook dat deze een aanzienlijk aantal inwoners hadden en daarmee werd ook de hypothese van de onbewoonde ceremoniële centra weerlegd.
In 2018 ontdekten archeologen in het noorden van Guatemala 60.000 niet eerder in kaart gebrachte bouwwerken met behulp van 'Lidar', een revolutionaire lasertechnologie waarmee het mogelijk is boombladeren digitaal uit het beeld te verwijderen waardoor de restanten van oude bouwwerken zichtbaar worden. Bij dit onderzoeksproject werd Lidartechnologie toegepast op een oppervlakte van 2100 km2 in het Maya-biosfeerreservaat in de Peténregio van Guatemala. Op basis van deze bevindingen geloven archeologen dat het noorden van Guatemala tijdens de laatklassieke periode (650-800 n.Chr.) werd bevolkt door 7-11 miljoen Maya's, aanzienlijk meer dan voorheen werd geschat. Dit onderzoek toonde aan dat Mayasteden als Tikal aanzienlijk groter waren dan eerder werd aangenomen. Dankzij Lidartechnologie werd het mogelijk voorheen onontdekte woningen, paleizen, verhoogde wegen en verdedigingswerken op te graven. Archeoloog Stephen Houston beschouwt de toepassing van deze technologie als "een van de grootste vorderingen in meer dan 150 jaar Maya-archeologie".